# Adelfia
Adelfia – miejscowość i gmina we Włoszech, w regionie Apulia, w prowincji Bari.
Według danych na styczeń 2009 gminę zamieszkiwały 17 264 osoby przy gęstości zaludnienia 580,7 os./1 km².